# Willie’s Stash, Vol. 1: December Day
Willie's Stash, Vol. 1: December Day es el sexagesimonoveno álbum de estudio del músico estadounidense Willie Nelson publicado por la compañía discográfica Legacy Recordings el 2 de diciembre de 2014. Es la primera publicación de la serie Willie's Stash, usada para editar archivos del artista. Grabado con su banda de gira, el álbum incluyó una canción junto al bajista Bee Spears, colaborador de Nelson que falleció en 2011.

## Lista de canciones
| N.º | Título                                          | Escritor(es)                                   | Duración |  |
| 1.  | «Alexander's Ragtime Band»                      | Irving Berlin                                  | 2:42     |  |
| 2.  | «Permanently Lonely»                            | Willie Nelson                                  | 4:22     |  |
| 3.  | «What'll I Do»                                  | Irving Berlin                                  | 3:30     |  |
| 4.  | «Summer of Roses" / "December Day»              | Willie Nelson                                  | 3:11     |  |
| 5.  | «Nuages»                                        | Django Reinhardt                               | 3:22     |  |
| 6.  | «Mona Lisa»                                     | Ray Evans & Jay Livingston                     | 3:31     |  |
| 7.  | «I Don't Know Where I Am Today»                 | Willie Nelson                                  | 2:26     |  |
| 8.  | «Amnesia»                                       | Willie Nelson                                  | 2:31     |  |
| 9.  | «Who'll Buy My Memories»                        | Willie Nelson                                  | 2:47     |  |
| 10. | «The Anniversary Song»                          | Al Jolson & Saul Chaplin                       | 2:13     |  |
| 11. | «Laws of Nature»                                | Willie Nelson                                  | 5:39     |  |
| 12. | «Walkin'»                                       | Willie Nelson                                  | 5:41     |  |
| 13. | «Always»                                        | Irving Berlin                                  | 2:40     |  |
| 14. | «I Let My Mind Wander»                          | Willie Nelson                                  | 3:09     |  |
| 15. | «Is the Better Part Over»                       | Willie Nelson                                  | 2:42     |  |
| 16. | «My Own Peculiar Way»                           | Willie Nelson                                  | 4:11     |  |
| 17. | «Sad Songs and Waltzes»                         | Willie Nelson                                  | 2:45     |  |
| 18. | «Où-es Tu, Mon Amour" / "I Never Cared For You» | Emile Stern & Henri LeMarchand / Willie Nelson | 5:29     |  |

## Personal
- Willie Nelson - voz y guitarra.
- Bobbie Nelson - piano y órgano B-3
- Mickey Raphael - armónica.
- Bee Spears - bajo.
- Kevin Smith - bajo.
- Billy English - batería y percusión.
- David Zettner - guitarra acústica.

## Posición en listas
| País           | Lista              | Posición |
| -------------- | ------------------ | -------- |
| Estados Unidos | Top Country Albums | 26       |